# SV Phönix Düdelsheim
Der SV Phönix Düdelsheim 1919 e. V. ist ein deutscher Fußballverein mit Sitz im Stadtteil Düdelsheim der hessischen Stadt Büdingen im Wetteraukreis.

## Geschichte
Der Verein wurde im Jahr 1919 gegründet. Zur Saison 1979/80 qualifizierte sich die erste Herren-Mannschaft für den DFB-Pokal. In der 1. Hauptrunde traf man dann am 26. August 1979 Auswärts auf den 1. FC Pforzheim, bei welchem man dann mit 10:2 verlor und somit aus dem Pokal ausschied.

### Heutige Zeit

#### Herren
Die erste Herren-Mannschaft spielt in der Saison 2003/04 in der Bezirksliga Büdingen und belegte am Ende dieser Spielzeit mit 65 Punkten den dritten Platz der Tabelle. Zur Saison 2008/09 wurde aus der Spielklasse dann die Kreisoberliga. Am Ende der Saison 2016/17 landete der Verein mit 26 Punkten nur noch auf dem 15. Platz, womit der Verein in die Abstiegsrelegation musste. Diese verlor man dann mit 2:0 beim VfR Hainchen und musste damit in die Kreisliga A absteigen. Die Folgesaison schloss man dann mit 70 Punkten auf dem zweiten Platz vor dem FCA Gedern ab, womit der Verein erneut an der Relegation teilnehmen konnte. Hier traf man dann erneut auf den VfR Hainchen, gegen wen man diesmal zuhause jedoch mit 4:1 gewinnen konnte und somit direkt in die Bezirksoberliga zurückkehren konnte. Lange sollte man hier jedoch nicht überdauern und so ging es im Anschluss der Saison 2018/19 mit 23 Punkten über den 15. Platz diesmal direkt wieder nach unten. Die durch die COVID-19-Pandemie vorzeitig abgebrochene Spielzeit 2019/20 schloss man dann nach 18 Spielen bedingt durch die Quotientenregel mit 2,17 Punkten über den zweiten Platz ab und darf somit zur Saison 2020/21 wieder in der Bezirksoberliga spielen.

#### Frauen
Die erste Frauen-Mannschaft spielt in der Spielzeit 2009/10 in der Kreisliga A und erreichte dort mit 37 Punkten sofort die Meisterschaft. Von dort aus ging es zur nächsten Saison dann weiter in die Kreisoberliga, welche ebenfalls mit 43 Punkten als Meister abgeschlossen werden konnte. Zur Saison 2011/12 stieg die Mannschaft somit in die Gruppenliga Frankfurt auf. Dort schloss man sich dann mit dem FC Oberau zur SG Düdelsheim/Oberau zusammen und erreicht mit 53 Punkten ein weiteres Mal die Meisterschaft. Die Spielzeit 2012/13 in der Verbandsliga Hessen konnte schließlich ein weiteres Mal mit 60 Punkten dann als Meister abgeschlossen werden. Zur Spielzeit 2013/14 wurde die SG dann aufgelöst und die Frauen platzierten sich eigenständig mit 42 Punkten auf dem dritten Platz der Hessenliga. Damit endete dann erst einmal der stete Aufstieg. Nach der Saison 2016/17 ging es dann mit 29 Punkten über den neunten Platz dann schließlich wieder zurück in die Gruppenliga Frankfurt. Dort spielt die Mannschaft auch noch bis heute.

## Persönlichkeiten
- Sophie Howard (* 1993), spätere schottische Fußballnationalspielerin
- Marius Ulbrich (* 1993), deutscher Fußball-Schiedsrichter der Regionalliga[2]